# Југословенска експедиција на Монт Еверест 1979.
Југословенска експедиција на Монт Еверест 1979. (JAHE VII) била је први успешан поход ка врху Монт Евереста (8.848 м) који је користио читаву руту Западног гребена у северној стени Евереста. Била је то седма експедиција југословенског алпинистичког тима на Хималаје и њихов први успон на највиши врх Монт Евереста. Рута је постала позната као „југословенска рута“ након првог успешног успона. Југословенски државни врх прогласио је овај успон за највеће достигнуће југословенског спорта до тада.

## Западни гребен
Од првог успона на Монт Еверест 1953. до југословенског успона 1979. године, 17 експедиција из 11 земаља успешно се попело на Монт Еверест, укупно 84 успона кроз четири правца: преко Јужног Цола, Североисточног гребена, кроз Северну стену преко Хорнбеин Цоулоир-а., и југозападно лице.  Ниједна од експедиција до тог тренутка није успела да се успне Западним гребеном, који се протеже на 6,5 км, од превоја Лхо Ла изнад базног кампа до врха. Западни гребен је технички захтеван и изложен јаким ветровима са Тибета, а његову тешкоћу огледа и чињеница да су од 21 тима који су то покушали до 2000. године, само три успела.
Амерички планинари Том Хорнбеин и Вилли Унсоелд били су приморани због тешког подручја да делимично пређу Западни гребен 1963. године, а затим пређу на Хорнбеин Цоулоир да би се попели на врх. Сличан пут југословенском изабрала је и француска експедиција 1974. године, која се завршила катастрофом када је у лавини погинуло шест пењача. Први успешан успон обавила су 24 југословенска алпиниста, од којих су четворица достигла врхунац 13. и 15. маја 1979. године, користећи руту модификовану од стране Француза да би се избегле линије пада лавине.   Западни гребен је задржао репутацију једне од најдужих и најтежих рута на Евересту, након што је успео да се попне још само два пута: 20. априла 1984. Бугарин Христо Проданов, који је преминуо спуштајући се са врха, и Бугари Николај Петков и Кирил Досков 9. маја исте године, који су се спустили рутом Јужног колона.

## Припрема
Од 190 алпиниста, после три месеца темељних провера способности сваког појединца, 40 је испунило услове, а 24 је изабрано. Припреме за успон трајале су пуне две године. Сви су морали да уче енглески, психолошки профил свих је морао да буде идеалан, сви су морали да буду физички здрави и да поправљају зубе, као и да направе специфичну опрему која се не може купити. Истовремено је требало обезбедити финансирање, визе и бројне дозволе.  Пет чланова експедиције (Шкарја, Белак, Маренче, Робас, Заплотник) отишло је годину дана раније како би извиђали, проверавали, договорили и поставили свој базни логор на 5.300 метара. У то време су открили релативно безбедан прилаз превоју Лхо Ла.
Експедиција је бројала 24 пењача, два лекара, три репортера и 20 локалних шерпа водича. Вођа експедиције био је искусни хималајски пењач Тоне Шкарља . Од 24 пењача, 20 су били Словенци, двојица су били Хрвати (укључујући Стипу Божића ), а последња два су били Бошњаци . Вођа шерпа био је Анг Фу, који се попео на Монт Еверест претходне године.  Шест експедиција на Хималаје од 1960. до 1975. које су претходиле Монт Евересту имале су многе од ових пењача припремљене за највиши врх.
- Звоне Андрејчич
- Стане Белак
- Борут Бергант
- Стипе Божић
- Мухамед Гафић
- Вики Грошељ
- Томаж Јамник
- Стане Клеменц
- Франчек Кнез
- Ивч Котник
- Марјан Манфреда
- Штефан Маренче
- Вања Матијевец
- Владимир Месарић
- Душан Подбевшек
- Бојан Поллак
- Роман Робас
- Мухамед Шишић
- Тоне Шкарја
- Андреј Штремфељ
- Марко Штремфељ
- Јернеј Заплотник
- Јоже Зупан

Опрема је допремљена из Љубљане камионом у Ријеку . У ријечкој луци на брод је утоварено 18 тона опреме: преко 10 км ужади за пењање, 350 м висећих и алуминијумских мердевина, 40 шатора, 80 врећа за спавање, 30 пари специјално направљених ципела за пењање „гојзерица“, 500 шрафова и клинова за камење и лед, неколико стотина литара керозина и гаса за кување скоро четири тоне хране. Било је потребно два месеца да опрема стигне до своје почетне тачке у планинама преко Калкуте у Индији и Катмандуа у Непалу. Путовање је почело 27. фебруара 1979.
Опрему је 19 дана носило 750 локалних носача до 6.000 метара надморске висине, где је постављен базни камп на глечеру Кхумбу . Сваки од њих носио је терет од 30 кг, док су алпинисти носили свој лични пртљаг. У базном логору на надморској висини од 5.300 метара постављени су шатори и сређена опрема. У једном шатору налазило се буре са 60 кг новчаница у доларима . Носачи су примали 2 долара дневно ( еквивалентно 9 долара године 2024 ).

## Експедиција
Експедиција је поставила пет висинских кампова и поставила фиксне ужад између њих ради безбедности. У периоду од 29. марта до 6. априла експедиција је фиксирала ужад на падини између базног кампа (5.350 м) и ивице превоја Лхо Ла (6.050 м) и поставила ручни жичани транспорт дужине 200 метара. Овим путем је превезено око 6 тона опреме. Експедиција је наишла на први технички проблем приликом пењања на Ло Ла на око 6.000 метара, када су тамо поставили своје шаторе, али их је јак ветар однео. Морали су да копају рупе у снегу где су живели ових дана. Оцена УИАА планинарења до првог кампа варирала је између II и III.  Други камп је постављен на 6.770 метара са 12 кревета, а трећи камп је подигнут на 7.170 метара, педесет метара испод препреке, а затим испуњен залихама. Ова препрека названа „Западно раме“ била је место где је америчка експедиција из 1963. напустила Западни гребен на другу руту. Југословенска експедиција је заобишла препреку, наставила пењање преко Западног гребена и 27. априла поставила свој четврти логор на 7.520 метара. Убрзо их је погодила петодневна олуја са јачином ветра преко 150 км/сат, а свој пети, последњи камп подигли су 9. маја на висини од 8.120 метара.
Додатни кисеоник је почео да се користи тек након петог кампа (Камп В), пошто је вођа тима сматрао да они који не могу да стигну до кампа без њега нису кандидати за самит. Тимови су се стално мењали, пошто се један пењач разболео или преуморан да настави, други га је заменио. Прву шансу на самиту заслужили су Вики Грошељ и Марјан Манфреда. Након што је изгубио неко време тражећи пут, на око 8.300 метара камени димњак био је толико узак да Манфреда, који је водио терен, није могао да носи чопор са додатним боцама кисеоника јер се заглавио у уском расцепу стене, заустављајући његово напредовање. Скинуо је рукавице пошто се попео преко високе вертикалне гранитне плоче на чији је врх окачио конопац, а када га је поставио видео је да мора да се врати јер су му се руке смрзле. Вратили су се у базу и за њих је успон био завршен. Прсти су му били промрзли и лечени у кампу, али је та поправка конопца помогла другим тимовима да напредују. Сутрадан су Душан Подбевшек и Роман Робас победили у надметању, али су изгубили пут у стеновитим кулама, па су због губитка времена морали да се врате и у базу. Четрдесет дана након похода, трећи покушај извели су Јернеј "Нејц" Заплотник и два брата Марко и Андреј Штремфељ . Ветрови су се спуштали, бацајући пењаче на земљу и гушећи им плућа снегом. Провођење неколико дана без одмора, у комбинацији са снажним ветровима и температуром од -35 °Ц је натерао трио да се повуче, прво у камп IV, а затим све до базног логора да се прегрупише и опорави.
Тројка се вратила у камп В до 12. маја и припремила се за још један покушај следећег дана. Андреј Штремфељ је у почетку био амбициозан да са братом стигне на врх, али су Марков систем кисеоника и резервни вентилатор отказали и он је морао да се спусти. Заплотник и Андреј су брзо напредовали, када је и Андрејов резервни вентилатор отказао, а ситуација је достигла критичну тачку. Заплотник је Андреју дао последњи резервни вентилатор, али је и тај почео да шишти. Заплотник је Андреју дао сопствени вентилатор и флаше и рекао му да ће се попети иза њега без икаквог на себи. Заплотник није био вољан да размишља о поновном повлачењу, а једини прихватљив исход тог дана за њега је био долазак на врх, спреман да чак ризикује и свој живот. У тренутку среће, Заплотник је успео да извуче последњи покварени резервни вентилатор. Двојица пењача су наставили до вертикалног димњака где је Манфреда причврстио конопац. Заплотник је спојио своје пењаче на њега и извукао се у димњак. У јарузи испред себе видео је две опције, ону где су се Подбевшек и Робас изгубили, и другу коју су изабрали Заплотник и Андреј. Након неког пузања, нашли су се у жутој траци Монт Евереста, која окружује Еверест на висини од 8.200 и 8.600 метара. Прешли су изузетно малу, трошну избочину са 2.500 метара простора који је зјапио испод њих, подсећајући се како су безбедно прешли тако опасне уске ивице у Јулијским Алпима . Пењући се на неке стрме деонице голорук, Заплотник је имао смрзнуте прсте. Западни Цвм је изненада појурио ка њему, пошто му се рукохват одломио у руци, а Андреј је почео да га држи на конопцу док се није опоравио. Нешто више, Заплотнику је пукло и упориште и он је клизнуо назад ка Андреју. Идући даље, почели су да се брину о спуштању, али су могли да размишљају о томе када су стигли до врха. И убрзо су кроз маглу видели статив који је поставио кинески тим 1975. године . Загрљени до врха, коначно су стигли до врха где се налазио овај троножац и постали први југословенски алпинисти који су стигли на врх Монт Евереста.
У међувремену, још један трио чинили су Стипе Божић (који је снимао цео успон), Стане Белак и шерпски водич Анг Пху, коме је ово био други успон који ће га учинити првим који је то урадио са два различита правца, посао који је такође волео да ради. Сачекали су један дан лошег времена у логору ИВ, а затим кренули Заплотниковим и Андрејевим путем. Касније су кренули мало другачијим путем, прелазећи мање стрмим степеницама у Хорнбеин Цоулоир и уз Хилари Степ . Ту је Анг Фу желео да стане, рекавши да његове вештине пењања по стенама нису довољно добре. Божић му је помогао да преброди тешке делове, а сва тројица су убрзо била на врху, сликали су се, истакли заставу и радили позиве. На врх Монт Евереста укупно су стигла четири Југословена - три Словенца и један Хрват.

## Силазак
Заплотник и Андреј су разговарали о својим опцијама за спуштање, а једна од опција коју су одбацили била је спуштање јужном страном, рутом Јужног Цола познатом по својој смртоносности. Чинило се да је најбоља опција била да се спусте низ Хорнбеин Цоулоир, након чега би ишли лакшим тереном ка Кампу ИВ где су их чекали саиграчи. Пут испред нас је био стрм, изложен и тежак. Ставили су своје маске са кисеоником и договорили се да користе што мање ужета како би избегли бивак . Стигли су до вертикалног оџака у Жутој траци. Заплотник је изашао преко једне громаде, али се Андрејева рампа закачила у димњак и он се преврнуо, пао и дивље убрзао низ брдо преврћући се. Андреј је успео да се спасе после пада са 50 до 60 метара, ударивши секиром у косину најјаче што је могао. Док су се два исцрпљена пењача приближавала Кампу IV, ноћ је већ пала, фарови су им затреперили, температура је пала и изгубили су пут. На крају су их саиграчи пронашли у близини кампа и могли су да се одморе.
Два дана касније, после Божића, Белак и Фу су стигли до врха и морали су да планирају и спуст. Снежна олуја се увукла током њиховог 12-сатног пењања, а спуштање низ Хилари Степ ће бити тешко. Божић је јаким ударима ветра приковао на изложен положај и заглавио пола сата. Нестало им је кисеоника, а јака хладноћа им је одузела телесну топлоту. Белак је покушао радио-позвати базни логор, али није могао никога да добије. Приликом спуштања, време се брзо погоршало и тим није могао да се врати у камп IV пре мрака и били су приморани да преноће у -40 °Ц температуре, без шатора и врећа за спавање, на надморској висини од 8.400 метара. Према Божићевим речима, то је тада био највећи ноћни бивак на отвореном и најближи смрти.   Успели су да преживе ноћ, али следећег дана, Анг Фу се оклизнуо и пао у смрт пролазећи кроз Хорнбеин Кулоар . Покушао је да се спасе помоћу цепине, али му је она исклизнула из руке током пада од 2000 метара. Смрт пријатеља тешко је погодила чланове експедиције, па су обуставили све активности на планини и напустили базни камп 21. маја. Чланови експедиције су се вратили у Југославију 26. маја 1979.

## Реакције
Повратак експедиције у Југославију био је тријумфалан. Највећи загребачки планинарски скуп свих времена одржан је 9. октобра 1979. - 3.500 људи дошло је у дворану Лисински да чује и види хрватске Хималајце који су освојили Монт Еверест. Пред вратима препуне сале остало је око хиљаду људи. Од тада је одржавање предавања о експедицијама у Лисинском постало традиција, а до данас их је одржано петнаестак. Стипе Божић је постао први Хрват који се попео на Монт Еверест, а одлука да снима његове експедиције умногоме је одредила његову каријеру као режисера бројних документарних филмова и емисија на Хрватској радиотелевизији . После овог успеха, држава више није била заинтересована за финансирање планинарских експедиција. Следеће експедиције су имале републички и регионални карактер.
Експедиција је обележена на 40. годишњицу на Планинарском фестивалу у Љубљани, Словенија . Четири пењача која су стигла на врх и многи други чланови експедиције окупили су се 14. марта 2019. у Карловцу у Хрватској, где су препричали своја сећања на историјски успон.